# Muzeul Suvorov din Ismail

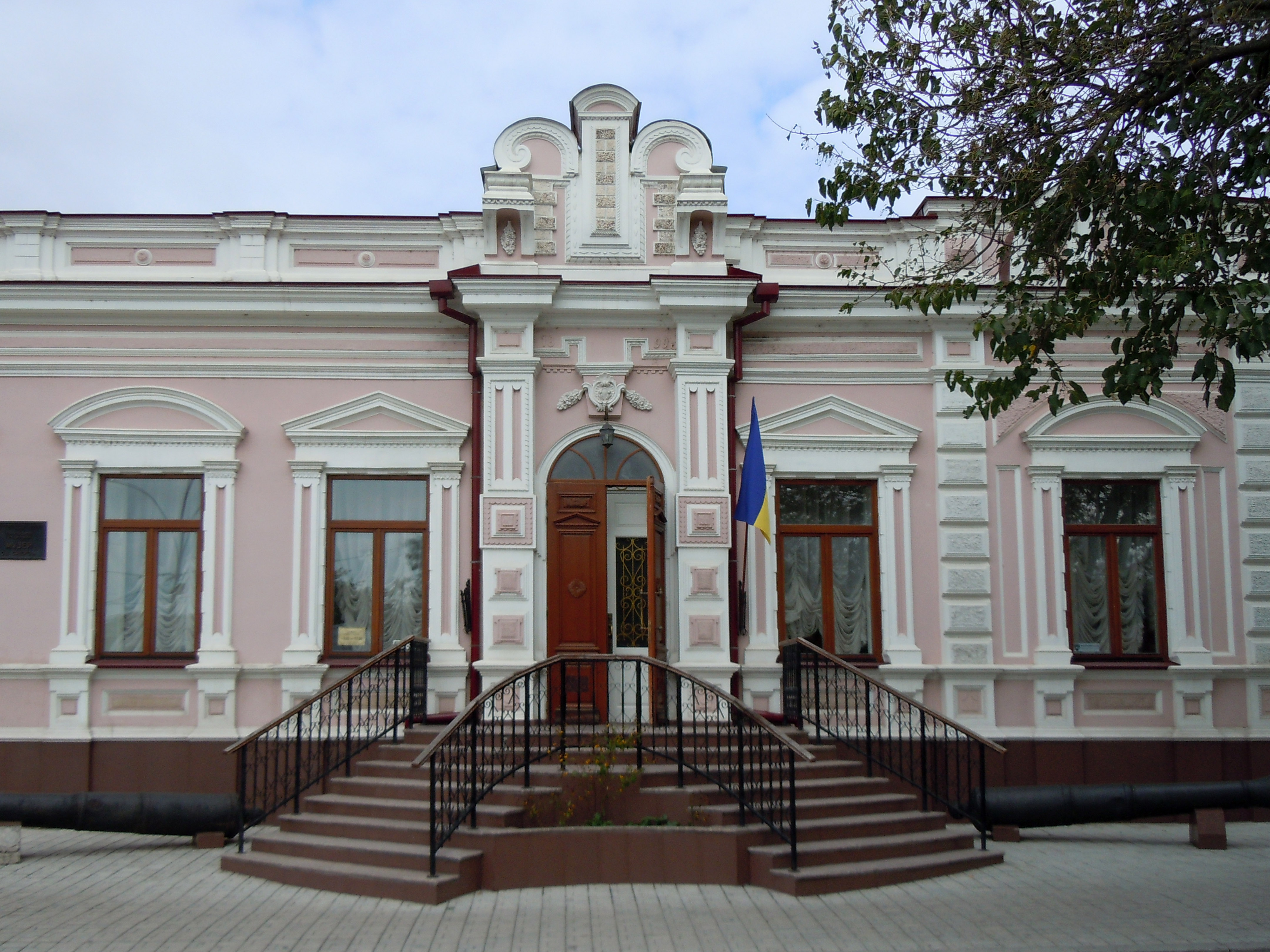
Muzeul Suvorov din Ismail

Muzeul A.V. Suvorov din Ismail este un muzeu dedicat victoriei generalisimului rus Aleksandr Suvorov în luptele pentru capturarea cetății Ismail. Acesta este singurul muzeu al lui Suvorov, construit pentru a rememora una dintre cele mai importante bătălii ale acestuia, Asedierea Ismailului (11/22 noiembrie 1790).  

## Asedierea Ismailului

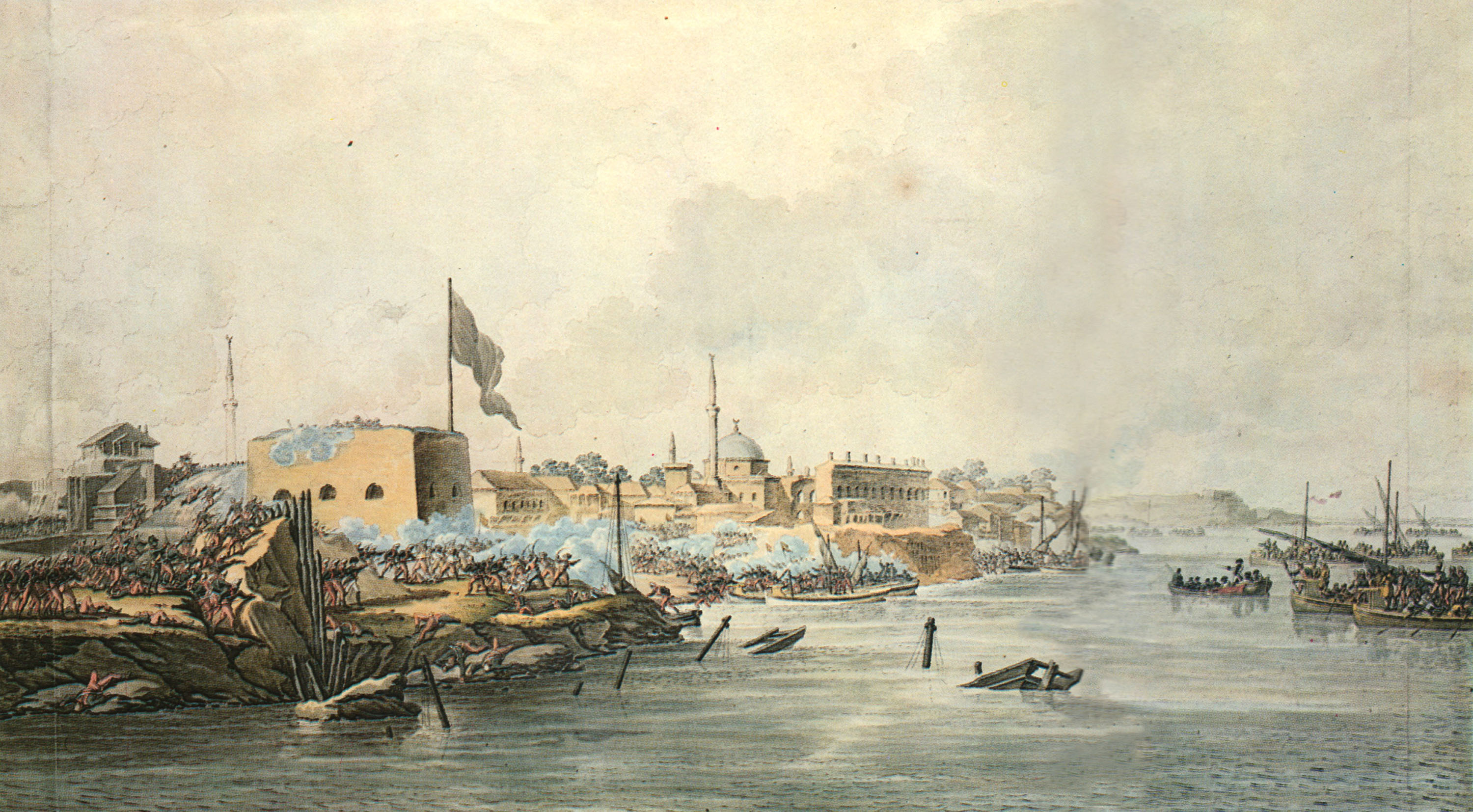
Asedierea Ismailului de către ruşi la 22 decembrie 1790. Pictură de Aleksei Kivşenko (1851-1897)

Cetatea Ismail a fost asediată la 11/22 decembrie 1790 de către armatele mareșalului rus Aleksandr Suvorov, care a reușit să o ocupe. Forțele otomane din interiorul cetății au apărat cu disperare cetatea până la capăt, refuzând ultimatumul rușilor. Garnizoana turcească era formată din 35 de mii de soldați. Dintre aceștia, circa 26.000 au fost uciși, iar 9.000 au fost luați prizonieri. Rușii au avut aproape 4.000 de soldați morți și 6.000 de răniți. Înfrângerea a fost văzută ca o catastrofă în Imperiul Otoman, în timp ce în Rusia victoria a fost glorificată în primul imn național al țării, Să sune tunetul victoriei!.  În 1792, prin Tratatul de la Iași, cetatea este cedată Turciei, care are obligația de a o demola. 

## Muzeul

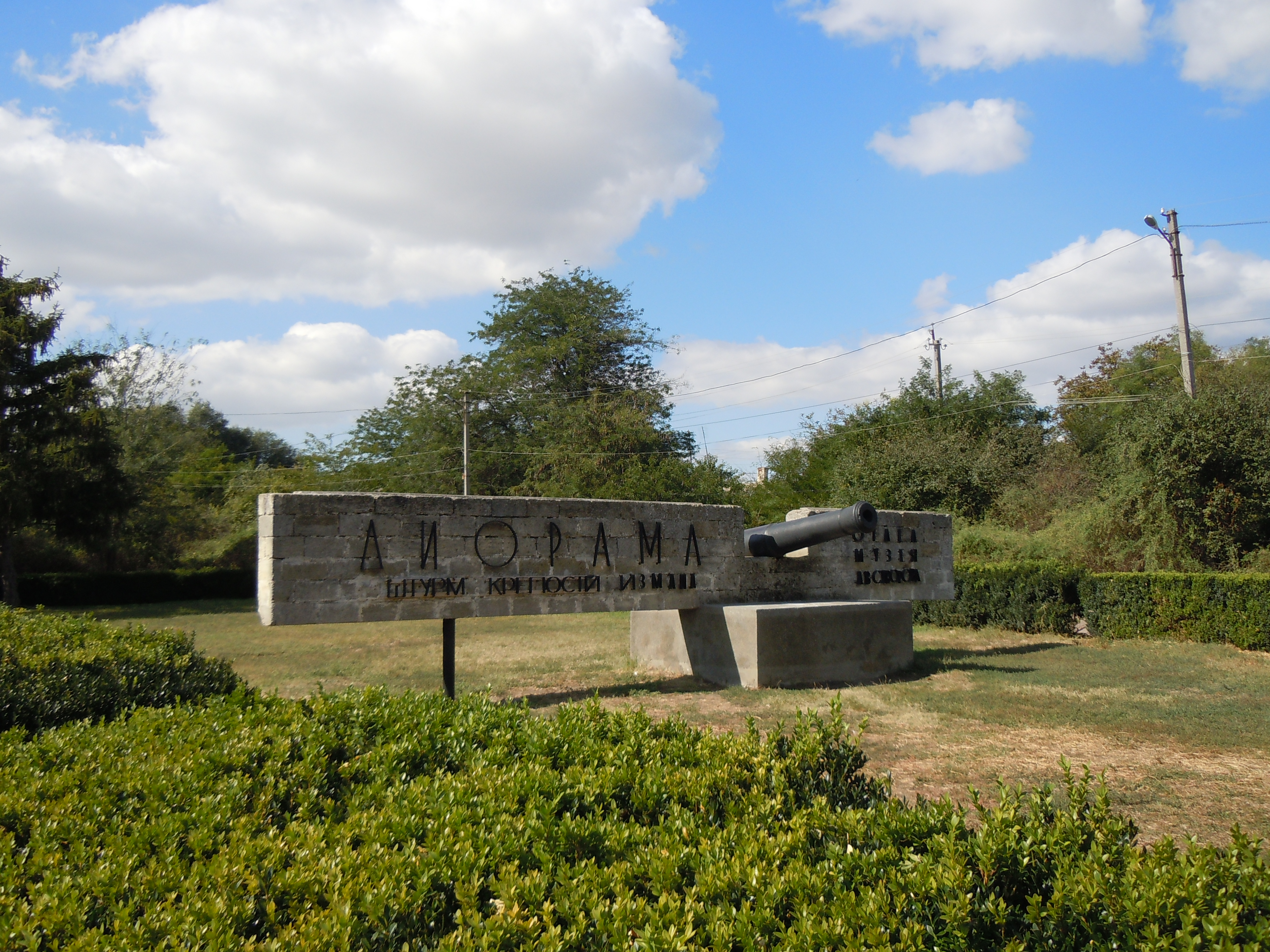
Diorama din Ismail

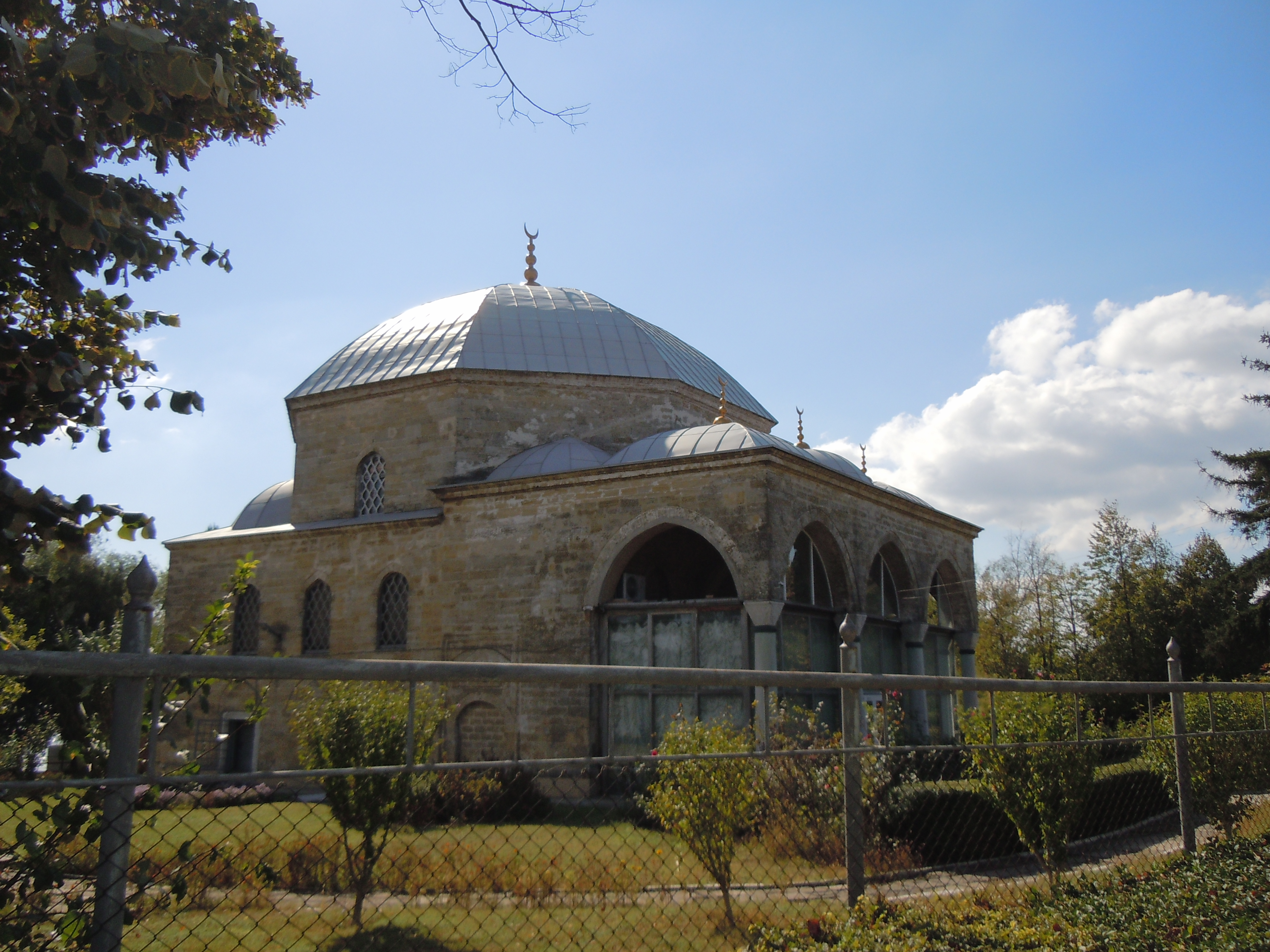
Diorama din Ismail

Clădirea muzeului este un vechi conac din secolul al XIX-lea, aflat pe lista monumentelor istorice și de arhitectură. În trecut, casa a aparținut negustorului bogat Ioan Ioachimovici Avraamov, care a condus orașul ca primar în perioada iunie 1909 - martie 1911. Acesta a prezentat la o ședință a consiliului municipal pentru prima dată planul de a perpetua memoria lui Aleksandr Suvorov în oraș, propunând înălțarea unui monument al acestuia. Acest plan nu a fost realizat din cauza morții neașteptate a primarului 1911. 
Muzeul a fost fondat în 1946 și este considerat al doilea ca importanță după Muzeul Memorial A.V. Suvorov din Sankt Petersburg. Acesta a fost deschis pentru vizitatori la 7 noiembrie 1947, fiind una dintre principalele atracții turistice din Ismail. 
Colecția muzeului cuprinde mai mult de 30.000 de exponate, printre care: o colecție de uniforme ale armatei ruse din secolele XVII-XX, picturi și desene pe tema războaielor ruso-turce din secolele XVIII-XIX, exponate arheologice, o colecție de arme și tunuri, steaguri ale armatelor rusă și turcă, precum și o bombă găsită pe teritoriul fostei cetăți Ismail . Sunt prezentate mai multe diorame pentru a prezenta bătălia dintre ruși și otomani.
Muzeul a fost închis din anul 2004 pentru reparații. Sediul său este pe Str. Pușkin nr. 37. 